# 布兰肯海恩
布兰肯海恩（德語：Blankenhain，發音：[ˈblaŋkn̩ˌhaɪn]）是德国图林根州魏玛地区县的城市，面积113.75平方千米，2023年12月31日人口为6,609人。